# Gath
Pour la ville israélienne moderne, voir Kiryat Gat
Pour les articles homonymes, voir Gat.
La ville de Gath, Gat ou Geth (en hébreu גת, « presse pour le vin ») est une des cinq cités-états  des Philistins  établies à partir du XIIe siècle av. J.-C. Elle est établie au nord-ouest du territoire philistin, à proximité de la Shephelah. Les autres cités de la pentapole sont Gaza, Ekron, Ashkelon, et Ashdod.
Gath, qui est aujourd'hui généralement identifiée au site de Tel Zafit, parait avoir été un centre régional de pouvoir important de la Shephelah avant sa conquête et sa destruction par Hazaël, roi de Damas, au IXe siècle, qui entraine un inexorable déclin de la cité qui le ramène au rang de simple bourgade un siècle plus tard.

## Dans les textes

### Dans les lettres d'El Amarna
Gath est mentionnée au bronze récent dans les lettres d'El Amarna sous le nom de « Gimti/Gintu », dirigée par le roi Shuwardata (en), et peut-être également par Abdi-Ashirti.

### Dans la Bible
Selon la Bible, ce serait la ville du roi Akisch - ou Akish - au temps de David et Salomon, bien qu'il ne soit pas certain qu'un roi de ce nom ait existé. C'est également la ville du géant Goliath, ainsi que de Itai (en) et de ses 600 soldats qui aidèrent David dans son exil face à Absalom.
David, s'enfuyant devant Saül, s'échappe à Gath, et y sert le roi Achish. Pendant le règne de Salomon, Shemei y renvoie à Gath ses esclaves en fuite.
Le Deuxième livre des Rois raconte la capture de la ville de Gath par Hazael de Damas.

## Site archéologique
Le site est habité des temps préhistoriques jusqu'à l'époque moderne. Les premières évidences datent du chalcolithique (ca. Ve millénaire av. J.-C.), après quoi le site est continuellement occupé jusqu'au village palestinien de Tell es-Safi, disparu pendant la guerre israélo-arabe de 1948-1949.

### Tel Zafit
Tel Zafit est un large site au centre d'Israël, à mi-chemin entre Jérusalem et Ashkelon. Il se trouve au nord-ouest du territoire philistin, de leurs cinq cités-États c'est la plus avancée à l'est vers les montagnes de Juda. Elle se trouve sur un promontoire entre la pleine côtière et la Shephelah.
Remarquée par des explorateurs au XIXe siècle et brièvement fouillée en 1899 par les archéologues F.J. Bliss et R.A.S. Macalister, elle ne fait l'objet d'une campagne de fouille conséquente  qu'à partir de 1996, sous la direction du professeur Aren Maeir (en).
Les archéologues y ont découvert un temple philistin ainsi que les signes caractéristiques d'un important tremblement de terre (probablement 8 sur l'échelle de Richter) durant la période biblique lors de fouilles dans le Parc National de Tel Zafit : « Maier dit que l'architecture du temple, le premier jamais trouvé à Gath, jette de la lumière sur l'apparence que l'on peut imaginer du temple de Dagon, en particulier les 2 piliers qui rivaient le centre de la structure. (...) Nous ne disons pas qu'il s'agît ici du temple où se passa l'évènement rapporté au sujet de Samson, ni même que ces faits eurent réellement lieu mais cela nous donne une bonne idée de l'image d'un temple philistin qui inspira le narrateur quel qu'il soit ».

### Âge du bronze
Pendant le bronze ancien se trouvait un large site urbain, similaire à ce qu'on pouvait trouver à l'époque en Canaan, qui semble être passé plusieurs fois de la domination philistine à une domination judéenne. On retrouve des traces du Bronze Moyen II dans divers endroits du site. Dans les années 1960 on exhume un scarabée portant le nom de « Khyan ». En 2006 d'impressionnantes fortifications du Bronze Moyen II sont mises au jour, comprenant une tour en pierre et un rempart avec son glacis.
Les restes du bronze récent permettent de comprendre la ville cananéenne, on y retrouve des objets de culte, certains objets égyptiens, dont deux inscriptions hiératiques écrites sur de la vaisselle fabriquée localement. La cité est détruite à la fin du bronze récent, probablement lors de l'arrivée des Philistins.

### Âge du fer
Pendant l'âge du fer, la ville devient un site majeur des Philistins, connue de sources textuelles, dont la Bible et dont les fondations de la porte d’entrée sont découvertes en 2015,. Elle est occupée dès le début de la période philistine, vers le premier quart du XIIe siècle av. J.-C., et montre l'évolution de leur culture, leur transformation graduelle d'une culture étrangère égéenne vers une culture plus locale. Ce processus, appelé « acculturation » ou « créolisation » se retrouve dans plusieurs aspects de la culture philistine.
De riches assemblages du Xe et IXe siècles av. J.-C. sont retrouvés, montrant mieux qu'à Ekron, Ashdod et Ashkelon les phases intermédiaires de cette culture. Parmi elles, l'ostracon de Tel es-Safi, daté du Xe – IXe siècle av. J.-C., porte des noms semblables à celui de Goliath.
La large couche de destructions de la fin du Fer IIA (fin du IXe siècle av. J.-C.) révèle également de nombreuses trouvailles, ces strates particulières ont la particularité de livrer de nombreux assemblages de poteries. La date de la fin du IXe siècle av. J.-C. rend probable l'attribution de la conquête que la Bible attribue à Hazaël roi d'Aram, comme il en est fait mention dans le Livre des rois. Un système de siège impressionnant est mis au jour, dont une large tranchée entourant tout une partie du site, le plus ancien siège actuellement découvert.

### Période des Croisades (XIIesiècle)
Après la conquête de la région lors de la première Croisade, une petite forteresse appelée « Blanche Garde » est construite à cet endroit selon le plan d'encerclement de la ville fatimide d'Ashkelon. Ce site est conquis par la suite par les Ayyoubides et sert de base au village, médiéval puis moderne, de Tell es-Safi qui existe jusqu'en 1948. Ces ruines sont visibles aujourd'hui, certaines parties des fortifications extérieures ont été fouillées au cours des années fin 1990-2000.